# Travacò Siccomario
Travacò Siccomario is een gemeente in de Italiaanse provincie Pavia (regio Lombardije) en telt 3630 inwoners (31-12-2004). De oppervlakte bedraagt 15,1 km², de bevolkingsdichtheid is 237 inwoners per km².
De volgende frazioni maken deel uit van de gemeente: Battella, Boschi, Chiavica, Colonne, Frua, Mezzano Siccomario, Rotta, Valbona.

## Demografie
Travacò Siccomario telt ongeveer 1492 huishoudens. Het aantal inwoners steeg in de periode 1991-2001 met 4,5% volgens cijfers uit de tienjaarlijkse volkstellingen van ISTAT.
| Jaar | Inwoneraantal |
| ---- | ------------- |
| 1991 | 3425          |
| 2001 | 3580          |

## Geografie
De gemeente ligt op ongeveer 61 m boven zeeniveau.
Travacò Siccomario grenst aan de volgende gemeenten: Pavia.